# رند (إيران)
رند هي قرية في مقاطعة ماكو، إيران. يقدر عدد سكانها بـ 262 نسمة بحسب إحصاء 2016.